# Adolph Herseth
Adolph Herseth (Lake Park, 25 luglio 1921 – Oak Park, 13 aprile 2013) è stato un trombettista statunitense che dal 1948 al 2001 è stato Prima tromba della Chicago Symphony Orchestra.

## Biografia
Il padre era un direttore di banda alla Bertha High School, in Minnesota, che Adolph frequentò diventando la Prima tromba della banda. Successivamente studiò con James Greco nell'estate del 1937, ad un evento organizzato da Gerald Prescott presso l'Università del Minnesota. Prescott lo aveva sentito suonare e lo aveva invitato come prima cornetta della sua banda estiva. Successivamente Herseth ebbe delle lezioni con dei membri della Boston Symphony Orchestra, Marcel LaFosse (seconda tromba) Georges Mager (prima tromba) al New England Conservatory di Boston. Successivamente si diplomò al Luther College, in Iowa, con un diploma in matematica, prima di prestare servizio militare come musicante nella Marina Militare degli Stati Uniti durante la seconda guerra mondiale.
In un libro di Louis Davidson, Herseth elenca alcuni suonatori che ha ammirato e che hanno influenzato la sua maniera di suonare: Louis Davidson, Harry Glantz e Maurice André. Aveva anche grande ammirazione per il tenore svedese Jussi Björling e per Frank Sinatra
Come preparazione alle esecuzioni, Herseth era solito studiare gli esercizi fondamentali, studiando ogni giorno scale e vocalizzi di bel-canto. Era solito usare anche diversi libri, come i 36 studi di Charlier, il Walter Smith Top Tones e il secondo e terzo libro di Herbert L. Clarke. Ovviamente studiava anche cose più difficili, ma sempre attento a non esagerare.
Non era solito fare una particolare routine di riscaldamento (warm-up): "Credo nel riscaldamento, e invecchiando trovo che prenda sempre più tempo mettere insieme le cellule del cervello con i muscoli del corpo. È un fatto della vita. Sai, il riscaldamento è solo una sessione di studio affrontata gradualmente. Ecco cos'è. Cerchi di coprire gli esercizi fondamentali, ma prima di tutto di avere un suono di bella qualità, prodotto liberamente. Poi affronti qualche articolazione e gradualmente ti espandi arrivando al tuo registro acuto, grave e medio, coprendo le articolazioni, la capacità dei polmoni e tutto il resto."
Herseth usava un bocchino Bach 1B con la penna 22 sulla tromba in Do che usava il 99 percento delle volte. Per trombe più acute, come il trombino, usava una tazza meno profonda, come l'1E.
Riconosciuto a livello mondiale come uno dei più grandi trombettisti d'orchestra della sua generazione, Herseth ha suonato, nei suoi 53 anni come Prima Tromba della Chicago Symphony Orchestra, con direttori come Bruno Walter, George Szell, Eugene Ormandy, Leonard Bernstein, James Levine, Claudio Abbado, Seiji Ozawa, Carlo Maria Giulini, Klaus Tennstedt e Zubin Mehta.
La sua permanenza nell'orchestra ha coperto i periodi di 6 diversi Direttori Musicali:
- Artur Rodziński (1947-1948)
- Rafael Kubelík (1950-1953)
- Fritz Reiner (1953-1962)
- Jean Martinon (1963-1968)
- Sir Georg Solti (1969-1991)
- Daniel Barenboim (1991-2006)

Il posto che ha occupato in Orchestra fino alla pensione porta adesso il suo nome: The Adolph Herseth Principal Trumpet Chair.
È morto nella sua casa di Oak Park il 13 aprile 2013, all'età di 91 anni.